# 벽곡
벽곡(辟穀)은 모든 곡물(穀物), 즉 오곡(五穀：稻·黍·稷·麥·豆)을 먹지 않는 것으로, 도교의 수행법 중 하나이다. 벽곡은 단곡(斷穀)이라고도 한다.
벽곡은 모든 곡물(穀物: 五穀)을 먹지 않고 자연생(自然生)인 초근목피(草根木皮)를 활용하여 먹는 것으로, 도교의 교의에 따르면 사람은 그 정신이 육체에 속박되어 있으며 육체는 음식을 먹음으로써 보전되기 때문에 절식(節食)하면서 화식(火食)을 끊으면 정신도 자유로워져서 오래 살 수 있다고 한다.
도교의 수행법으로서의 벽곡은, 오곡은 조잡하고 불순한 기(氣)로 이루어져 있기 때문에 이것을 먹고 사는 인간이라면 죽게 되는 것은 지극히 당연한 일이므로 불로불사를 원하는 사람은 반드시 이것을 피하는 도리밖에는 없다고 생각하는 사고방식에 따른 것이다. 선인(仙人)은 안개(霞)를 먹고 살고 있다고 하며 이것이 속신(俗信)의 근거가 되어 왔다. 이 수행법의 기초에는 천지만물은 "기(氣)"라는 하나의 물질로 이루어진다. 그리고 "기"는 천지(天地) 사이에 순수하고 정치(精緻)하며 일정한 형태가 없는 상태(이 상태를 천지의 근원의 세(勢)로서 천지와 함께 영원한 "원기(元氣)"라고 말한다)로부터 조잡하고 불순하며 형태를 지닌 상태까지, 단계에 따라 다양한 모습으로 만물을 구성하고 있다고 하는 중국 고래의 우주관(宇宙觀)이 있다. 이런 관념이 신선설에 도입되어 인간이 죽을 수밖에 없게 되어 있는 것은 "조잡하고 불순한 기"로 구성되어 있기 때문에 이것을 순수하고 정치(精緻)한 영원한 "원기"로 바꾸면 인간은 불로불사의 선인이 될 수 있다고 하는 사고방식이 생겨나게 되었으며 이를 위해 벽곡 · 조식 · 도인 등 일련의 수행법이 성립되었다.

## 같이 보기
- 식치
- 중국 철학
- 논형
- 장수식

## 참고 문헌
- 이 문서에는 다음커뮤니케이션(현 카카오)에서 GFDL 또는 CC-SA 라이선스로 배포한 글로벌 세계대백과사전의 "종교·철학 > 한국의 종교 > 한국의 도교 > 한국도교의 의식·수행 > 벽곡과 복이" 항목을 기초로 작성된 글이 포함되어 있습니다.
- 이 문서에는 다음커뮤니케이션(현 카카오)에서 GFDL 또는 CC-SA 라이선스로 배포한 글로벌 세계대백과사전의 "종교·철학 > 세계의 종교 > 도교 > 도교 > 수행법·의례 > 벽곡" 항목을 기초로 작성된 글이 포함되어 있습니다.